# Maja Iossifowna Turowskaja
Maja Iossifowna Turowskaja (russisch Мая Иосифовна Туровская; * 27. Oktober 1924 in Charkow; † 4. März 2019 in München) war eine sowjetische und russische Theaterwissenschaftlerin, Filmkritikerin, Filmhistorikerin, Drehbuchautorin und Kulturwissenschaftlerin. Sie war Mitglied des Schriftstellerverbands der UdSSR (seit 1960) und des Verbands der Filmschaffenden der UdSSR (seit 1966). 1983 wurde sie zur Doktorin der Kunstwissenschaften promoviert.

## Leben
Maja Turowskaja wurde in Charkow geboren. 1947 absolvierte sie die philologische Fakultät der Moskauer Lomonossow-Universität sowie 1948 die theaterwissenschaftliche Fakultät des Staatlichen Instituts für Theaterkunst GITIS (heute Russische Akademie für Theaterkunst), wo sie unter anderem bei Abram Efros studierte.
Ab 1949 veröffentlichte sie Essays, unter anderem für die Zeitschriften Teatr, Sowetski ekran, Iskusstwo kino, Kinowedtscheskije sapiski, Moskowski nabljudatel und Snob. In den 2000er Jahren erschien eine Reihe von kulturkritischen Essays in der Neuen Zürcher Zeitung (Übersetzung: Rosemarie Tietze, s. Weblinks).
Zu ihren bekanntesten Werken zählt der Dokumentarfilm Der gewöhnliche Faschismus (1965) von Michail Romm, an dem sie und Juri Chanjutin neben dem Regisseur als Drehbuchautoren mitwirkten.
1969 wurde sie als wissenschaftliche Mitarbeiterin am Institut für Weltwirtschaft und internationale Beziehungen angestellt. Seit 1973 arbeitete sie als leitende wissenschaftliche Mitarbeiterin am Institut für Theorie und Geschichte des Films (heute Staatliches Forschungsinstitut für Filmkunst).
Maja Turowskaja war Autorin der Retrospektive Das Kino der totalitären Epoche (Kino totalitarnoj epochi) beim Internationalen Filmfestival Moskau 1989.
1998 war sie Mitglied der internationalen Jury bei den Internationalen Filmfestspielen Berlin.
Neben ihrer Arbeit als Drehbuch-Autorin hat Maja Turowskaja zahlreiche Monografien über das Theater, den Film und die Kultur des 20. Jahrhunderts veröffentlicht.
Zudem war sie Initiatorin und Kuratorin der Ausstellung Berlin-Moskau / Moskau-Berlin. 1900–1950 (1995–1996).
2015 erschien Suby Drakona (wörtl. Die Zähne des Drachen), eine ausführliche Monografie über die 1930er Jahre.
Seit 1997 lebte Maja Turowskaja in München.

## Auszeichnungen
- 1994: Förderpreis für deutsche Sprache und Literatur in Mittel- und Osteuropa der Alexander von Humboldt-Stiftung
- 1997: Dr. Friedrich Joseph Haass-Preis des Deutsch-Russischen Forums für deutsch-russische Verständigung[8]
- 2004: Internationaler Stanislawski-Preis[9]
- 2007: Nika in der Kategorie „Filmwissenschaft und Kritik“[10]
- 2015: Bjelyj Slon („Der weiße Elefant“) der Filmwissenschaftler- und Filmkritikergilde (Russlands) „Für den unschätzbaren Beitrag zur Filmwissenschaft sowie aus Anlass des 90. Geburtstags“[11]

## Werke (Bücher)
- Olga Leonardowna Knipper-Tschechowa, 1868–1959. Moskau: Iskusstwo 1959. (In russischer Sprache)
- Da i net: O kino i teatre poslednego desjatiletija. Moskau: Iskusstwo 1966. (In russischer Sprache)
- mit Juri Chanjutin: Sergei Jutkewitsch. Berlin: Henschel 1968.
- Geroi besgeroinogo wremeni. Moskau: Iskusstwo 1971. (In russischer Sprache, Volltext abrufbar bei wysotsky.com.)
- Babanowa, Marija Iwanowna. Legenda i biografija. Moskau: Iskusstwo 1981. (In russischer Sprache)
- mit Felicitas Allardt-Nostitz: Andrej Tarkowskij. Film als Poesie — Poesie als Film. Teil 1. Andrej Tarkowskij von Maja Josifowna Turowskaja. - Teil 2. Spuren der deutschen Romantik in den Filmen Andrej Tarkowskijs von Felicitas Allardt-Nostitz, Deutsch Allard Nostiz, Keil, Bonn 1981, ISBN 3-921591-12-0.
- Na granize iskusstw: Brecht i kino. Moskau: Iskusstwo 1984. (In russischer Sprache)
- 7 1/2, ili Filmy Andreja Tarkowskogo. Moskau: Iskusstwo 1991. (In russischer Sprache, Volltext abrufbar bei lib.ru.)
- Antonowa, Irina; Merkert, Jörn (Hrsg.). Berlin-Moskau/Moskau-Berlin 1900–1950. München, New York: Prestel 1995. ISBN 3-7913-1488-2
- Binokl. Moskau: NLO 2003. ISBN 5-86793-222-2 (in russischer Sprache)
- Blow-up. Moskau: MIK 2003. ISBN 5-87902-011-8 (in russischer Sprache)
- Hrsg.: Ich will leben : ein russisches Tagebuch 1932–1937. Von Nina Lugowskaja. Aus dem Russischen Christiane Körner, Vorwort Ljudmila Ulizkaja, Nachwort von Kerstin Holm und Maja Turowskaja, Hanser, München 2005, ISBN 978-3-446-20571-0.
- Der gewöhnliche Faschismus. Ein Werkbuch zum Film von Michail Romm. Hrsg.: Beilenhoff, Wolfgang; Hänsgen, Sabine (Hrsg.). Vorwerk 8, Berlin 2009. ISBN 978-3-940384-12-6.
- Suby drakona. Moi 30-е gody. Moskau: Corpus (AST). 2015 ISBN 978-5-17-085235-2 (in russischer Sprache)
- Vorwärts in die Vergangenheit. Russlands Sturz ins 21. Jahrhundert. Aufsatzsammlung, aus dem Russischen von Rosemarie Tietze und Annelore Nitschke. Verlag Vorwerk 8, Berlin 2016. ISBN 978-3-940384-70-6.

## Filmografie

### Drehbuch
- 1965: Der gewöhnliche Faschismus (Обыкновенный фашизм, mit Michail Romm und Juri Chanjutin)
- 1970: Eine Stunde mit Kosinzew (Один час с Козинцевым, mit Juri Chanjutin)
- 1973: Filme und Stars (Кино и звезды) (Fernsehserie)
- 1974: Pjotr Martynowitsch und die Jahre des Großen Lebens (Пётр Мартынович и годы большой жизни, mit Juri Chanjutin)
- 1975: … Über unser Theater (…О нашем театре, mit Juri Chanjutin)
- 1975: Das Auto und ein wenig Statistik (Автомобиль и немного статистики, mit Vitali Axjonow und Juri Chanjutin)
- 1989: Ungemaltes Selbstporträt eines Malers (Ненарисованный автопортрет художника)
- 1992: Der Maler und die Zeit. Alexander Tyschler (Художник и время. Александр Тышлер)
- 1996: Sentimentale Groteske, oder: Bühnenbildner beim Jüdischen Theater (Сентиментальный гротеск, или Художники Еврейского театра)
- 1997: Die Kinder von Iwan Kusmitsch (Дети Ивана Кузьмича)
- 1999: Eugen Onegin. Kapitel X (Евгений Онегин. Глава Х)
- 2000: Das MChAT. Träume von Künstlerischem und allgemein Zugänglichem. Erster Traum: „Das Leben neu beginnen“ (МХАТ. Сны о художественном и общедоступном. Сон первый «…Начать жизнь снова…»)

### Filme mit und über Maja Turowskaja
- 1984: Tschechow in meinem Leben (Dokumentarfilm von Vadim Glowna)
- 1997: East Side Story (als sie selbst)
- 2015: Splitter (Oskolki, Fernsehbiografie auf „Rossija – Kultura“)
- 2017: Schatten des Krieges – Das sowjetische Erbe
- 2018: Krieg und Frieden – Deutsch-sowjetische Skizzen
- 2018: Frühjahr 1948